# Maison Aglave
La Maison Aglave est un bâtiment de style Art nouveau édifié au numéro 7 de la rue Antoine Bréart à Saint-Gilles (Bruxelles) en Belgique par l'architecte Paul Hankar et ornée de sgraffites par Adolphe Crespin.

## Historique
La maison fut édifiée par Hankar en 1898 pour le tailleur Jean-Baptiste Aglave.
Elle fait l'objet d'un classement au titre des monuments historiques depuis le 6 novembre 1997.

## Architecture
Cette maison de style « Art nouveau géométrique » présente une façade de briques rouges rythmée de bandes de pierre bleue.
Comme beaucoup de maisons de style Art nouveau, elle présente une composition à l'asymétrie très marquée : elle est composée d'une travée large à gauche et d'une travée beaucoup plus étroite à droite.
Au rez-de-chaussée, la travée principale est percée d'une grande fenêtre dont l'allège est ornée d'un magnifique bas-relief Art nouveau en pierre sculptée figurant des motifs végétaux stylisés. La travée de droite est percée d'une porte d'entrée étroite surmontée d'une haute imposte rectangulaire.
À l'étage, la travée large est percée d'une porte-fenêtre rectangulaire, précédée d'un balcon aux fers forgés géométriques sous lequel est logé un large sgraffite aux motifs végétaux, tandis que la travée d'entrée est percée d'une petite fenêtre dont l'allège est ornée d'un beau sgraffite représentant une tête de femme entourée de motifs floraux et végétaux.
Les baies de l'étage sont surmontées de trois arcs outrepassés légèrement brisés ornés de sgraffites figurant des allégories du Matin (le coq saluant le soleil levant), du Jour (des hirondelles volant dans le ciel) et de la Nuit (des chauves-souris volant dans un paysage éclairé par la lune).

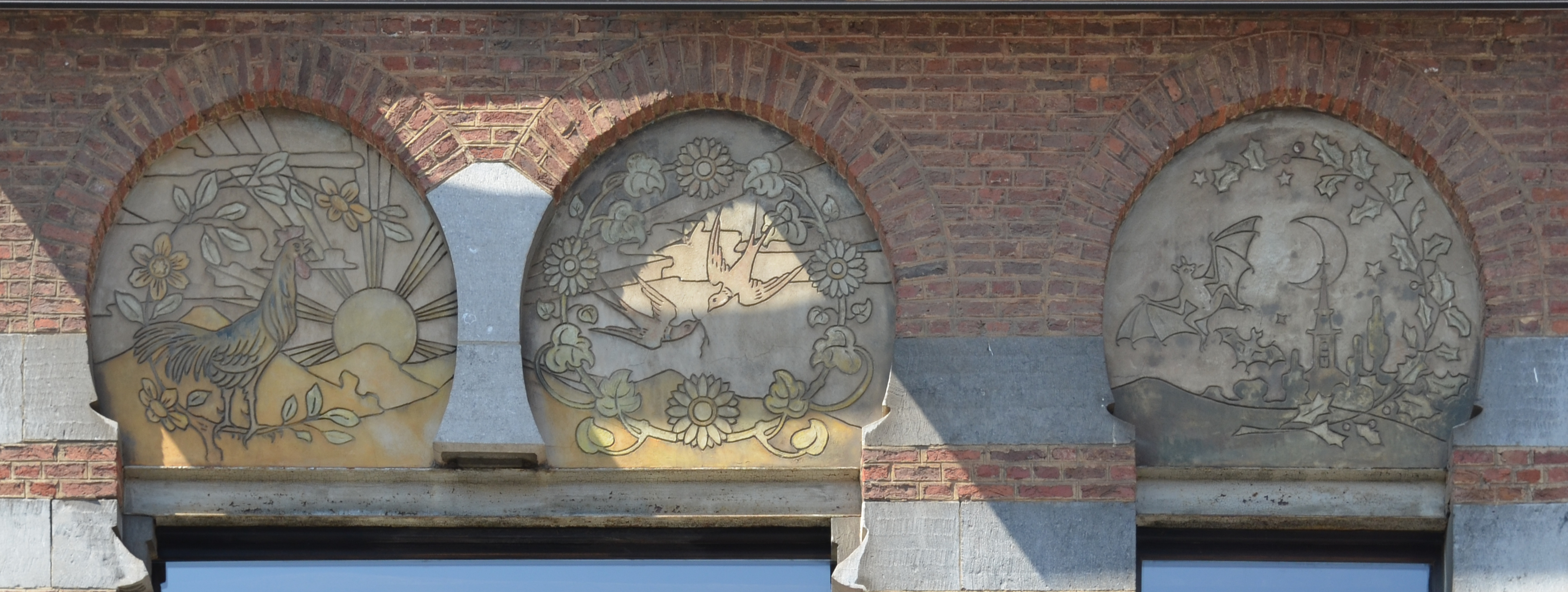
Sgraffites par Adolphe Crespin sous la corniche.